# Prospero Freri
Prospero Freri (Napoli, 18 marzo 1892 – Roma, 16 ottobre 1965) è stato un militare, aviatore e giavellottista italiano, pilota di grande esperienza del Corpo Aeronautico del Regio Esercito partecipò alla prima guerra mondiale venendo decorato con la croce di guerra al valor militare. Dopo la grande guerra fu l'inventore del paracadute italiano, pilota della Regia Aeronautica insignito della Medaglia d'argento al valore aeronautico ed uno dei tre creatori della Motobomba FFF.

## Biografia

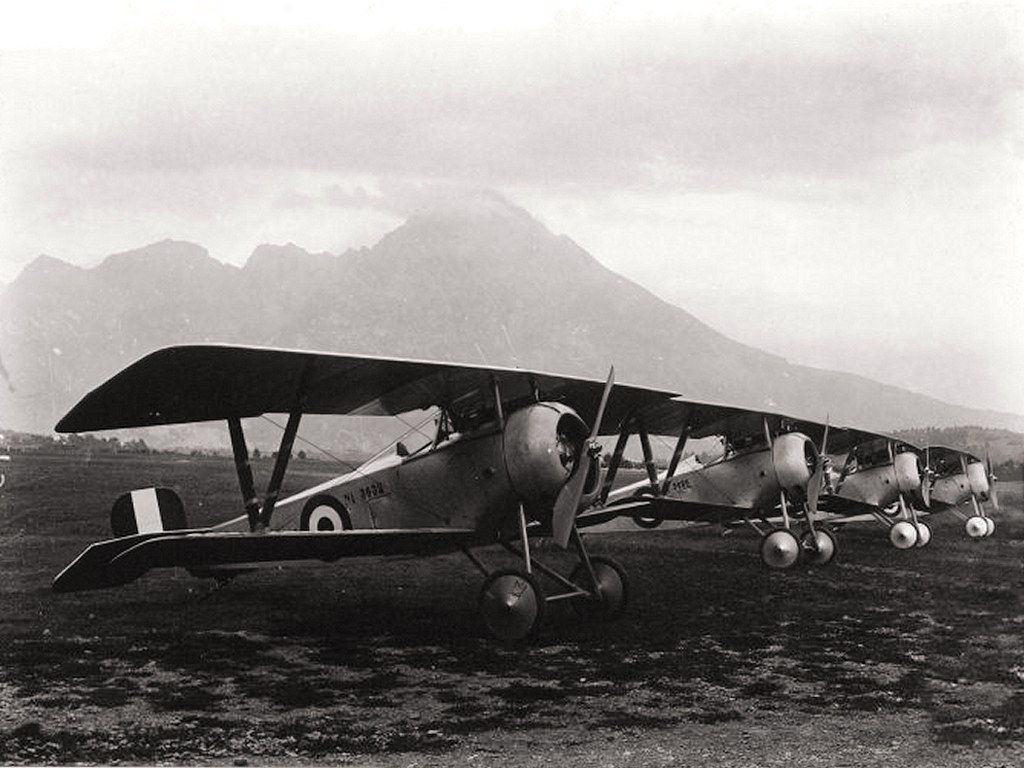
Velivoli Nieuport Ni.17 italiani.

Nacque a Napoli il 18 marzo 1892, figlio di Sebastiano, funzionario delle ferrovie dello stato, e della signora Maria Rossoni. Trascorse l'infanzia e dell'adolescenza in diverse città italiane per i trasferimenti del padre, e dai 14 ai 19 anni visse a Cagliari, dove frequentò l'Istituto nautico effettuando intensa attività sportiva.
Socio della palestra "Amsicora", prese parte a molti concorsi ginnici nazionali e internazionali ottenendo buoni risultati nel lancio del giavellotto. Nel 1912 vinse il campionato italiano di giavellotto partecipando ai Giochi della V Olimpiade a Stoccolma e si esercitò anche nel nuoto nei ranghi della società cagliaritana "Rari nantes".
Il 30 ottobre 1912 si arruolò nel Regio Esercito per poter essere assegnato al battaglione aviatori. Sergente allievo ufficiale ed istruttore di ginnastica nel 2º Reggimento bersaglieri a Roma, e nel 1913 arriva alla Caserma La Marmora a Torino, per frequentare il primo corso per allievi piloti al campo d'aviazione di Mirafiori insieme a Francesco Baracca ed a Francesco Brach Papa. Il 21 gennaio 1914 fece il primo volo ed il 7 aprile consegue il brevetto di primo grado. Il 25 agosto successivo riceve il brevetto di pilota militare volando su velivolo Maurice Farman MF.1912, e poi entra in servizio nella 12ª Squadriglia da ricognizione e combattimento sul campo di aviazione di Verona-Tombetta. Promosso sergente maggiore, nel giugno 1915 era in servizio nell'11ª Squadriglia da ricognizione e combattimento Farman di Brescia, che il 7 luglio si spostò in zona di guerra a Chiasiellis (Basso Isonzo) assegnata all'aeronautica della 3ª Armata. 
Il 28 agosto il suo aereo viene colpito dalla contraerea. Nel gennaio 1916 fu trasferito alla 38ª Squadriglia Farman, operante sul fronte del Trentino, nel 1917, divenuto sottotenente, comandò la squadriglia aerea di difesa di Porto Corsini, e poi quella di Bari.
Nell'agosto 1917 frequentò il corso per piloti da caccia sul campo d'aviazione della Malpensa, e dal novembre di quell'anno nella 85ª Squadriglia caccia in Albania sui Nieuport 17. Nel gennaio 1918, promosso tenente, era ancora assegnato alla 85ª Squadriglia, dove rimase sino alla fine del conflitto.
Nel corso della guerra fu decorato con una croce di guerra al valor militare e con una croce al merito di guerra.
Alla fine del conflitto si trasferì a Napoli per effettuare voli di trasporto postale e passeggeri, quando, nel corso di un volo con un Caudron G.4, ebbe un grave incidente, precipitando per un'avaria al timone del velivolo. Il suo motorista morì e lui si procurò delle fratture, e durante la convalescenza pensò alla necessità per i piloti di disporre di un mezzo per salvarsi. Nel 1921 cominciò ad ideare un nuovo tipo paracadute (mezzo peraltro già usato nel corso della Grande Guerra), e con il suo socio, Gennaro Maddaluno, mise in piedi un laboratorio, da cui all'inizio del 1922 produsse il primo aerodiscensore.
Si trattava di un paracadute semirigido con una fune collegata all'imbracatura del pilota. L'aerodiscensore si apriva, in 2 secondi e mezzo, permettendo anche lanci anche da quote basse.
Il 23 luglio 1922 sull'aeroporto di Capodichino, alla presenza di una commissione militare, si svolse la prova ufficiale dell'aerodiscensore, con un manichino. Dopo la riuscita della prova egli spinse affinché il Ministero della guerra bandisse un concorso internazionale per paracadute per l'8 ottobre successivo all'Centocelle dove, con il suo socio, portarono un secondo modello di aerodiscensore.
Il Maddaluno, lanciatosi da un aereo pilotato da lui pilotato, vinse il primo premio e i due furono invitati ad una nuova dimostrazione dell'efficacia del paracadute il 12 giugno 1923 all'aeroporto di Montecelio) davanti alla commissione tecnica della Regia Aeronautica e in questa occasione fu lui a lanciarsi.
Collaborò poi con Giuseppe Furmanik per creare il modello di paracadute Salvator-A, che era molto diverso dal precedente aerodiscensore. L'apertura del paracadute era automatica, conseguente alla trazione esercitata dal corpo del paracadutista. Il tempo necessario per la totale apertura era di un secondo e mezzo.
Il Salvator-A fu collaudato positivamente molte volte nel 1924 e nel 1925 vince il concorso della Regia Aeronautica per 460 paracadute. Si costituisce la Società anonima brevetti aeronautici Salvator, per la produzione in serie del paracadute, e nel 1926 lui e Furmanik costruirono il Salvator-B.
Esso era assicurato alle spalle di ciascun membro dell'equipaggio ed aveva un doppio dispositivo di apertura, automatico e manuale, cioè comandato dal paracadutista per mezzo di una maniglia. Poi costruirono il Salvator-C, per i piloti degli aerei da caccia.
Il Salvator-C venne testato il 30 gennaio dall'aviatore Crescenzo Gentile insieme al sergente maggiore Moretto volontari per la missione che prevedeva un lancio in pattuglia da un velivolo Caproni Ca.73 pilotato dal maresciallo Traini e con a bordo l'ideatore del paracadute.
L'11 maggio 1927 riceve la Medaglia d'argento al valore aeronautico ed il 5 luglio svolse corsi d'istruzione per i piloti, che erano obbligati ad indossare il paracadute. Il 25 maggio 1928 il dirigibile Italia precipitò nel circolo polare artico egli collaborò all'organizzazione dei soccorsi, realizzando l'"aerorifornitore", un paracadute con grossi sacchi, nei quali erano contenuti viveri, medicinali e altri generi di conforto per i superstiti.
L'aviolancio di rifornimenti sulla banchisa polare, ebbe successivamente una vasta applicazione nel corso della guerra d'Etiopia nel 1935-1936, allorché per mezzo del paracadute e di speciali contenitori a esso applicati fu possibile far giungere rifornimenti alle truppe italiane impegnate sul campo.
Negli anni successivi realizzò il paracadute-freno per aerei veloci e quello per ricondurre in assetto gli aerei caduti in vite e delle attrezzature per uso aeronautico e navale - giubbotti di salvataggio, canotti pneumatici, aerostati - contribuendo alla costruzione della Motobomba FFF e della bomba radiocomandata BRCMC. Il 22 marzo 1938, quando Italo Balbo, governatore della Libia, costituì sull'aeroporto di Castel Benito, una scuola militare per il battaglione paracadutisti libico "Fanti dell'aria", egli si occupò dell'addestramento tecnico.
Nel luglio 1943, in piena seconda guerra mondiale, si congedò dalla Regia Aeronautica con il grado di tenente colonnello. Nel dopoguerra assume la presidenza della società Aerostatica, produttrice di paracadute. Si spense a Roma il 16 ottobre 1965.

## Pubblicazioni
- Scendono dal cielo...La storia e la pratica del salvataggio aereo, Editore Ulrico Hoepli, Milano. 1930.[N 1]
- Le meduse del cielo, Editoriale Aeronautica, Roma, 1939.

### Annotazioni
1. ↑  Con prefazione di Italo Balbo.

### Fonti
1. 1 2  Maisto 1948, p. 73.
2. 1 2 3 4 5 6 7 8 9 10 11 12 13 14 15 16 17 18 19 20 21 22 23 24  http://www.treccani.it/enciclopedia/prospero-freri_(Dizionario-Biografico)
3. 1 2 3 4 5 6 7 8 9  Mancini 1936, p. 289.
4. ↑  Gentilli, Varriale 1999, p. 465.
5. ↑  Rainaldi 2020, p. 124.
6. ↑  Gazzetta Ufficiale del Regno d'Italia n.87 del 14 aprile 1936, pag.1060.